# Taiwankitta
Taiwankitta (latin: Urocissa caerulea) er en kragefugl, der lever på Taiwan.